# ماوريتسيو تشيلي
ماوريتسيو تشيلي (بالإيطالية: Maurizio Cheli)‏ (و. 1959 – م) هو رائد فضاء، وطيار من إيطاليا . ولد في زوكا .

## ريادة الفضاء
شارك في المهمات الفضائية:
- STS-75.

## التعليم
تعلم في جامعة هيوستن